# Canton d'Ajaccio-5
Le canton d'Ajaccio-5 est une division administrative française, située dans le département de la Corse-du-Sud en région Corse.

## Histoire
Le canton d'Ajaccio-V (Est) a été créé par le décret du 18 août 1973 à la suite du démantèlement de l'ancien canton d'Ajaccio.
Il a été modifié par décret du 2 février 1982 à l'occasion de la création des cantons d'Ajaccio-6 et Ajaccio-7.
Un nouveau découpage territorial de la Corse-du-Sud entre en vigueur en mars 2015, défini par le décret du 24 février 2014. Le canton est modifié, les trois communes d'Alata, de Bastelicaccia et de Villanova lui sont adjointes.

## Représentation

### Représentation de 1973 à 2015
| Période | Période | Identité                  | Étiquette    | Qualité |
| ------- | ------- | ------------------------- | ------------ | --- |
| 1973    | 1976    | Ange Simongiovanni        | Bonapartiste | |
| 1976    | 1982    | Félix Luciani (1936-2000) | PS           | Fonctionnaire à la DDASS Maire d'Afa (1977-2000) Conseiller territorial (liste José Rossi) de 1992 à 1998 Elu en 1982 dans le Canton d'Ajaccio-7 |
| 1982    | 2004    | Paul Borelli              | PCF          | Enseignant Conseiller municipal d'Ajaccio |
| 2004    | 2015    | Pierre Cau                | DVD          | Retraité - Vice-président du Conseil général Conseiller municipal d'Ajaccio                                                                      |

### Représentation depuis 2015
| Période élective | Période élective | Mandat | Mandat | Identité                 | Nuance | Nuance | Qualité                                                                                       |
| ---------------- | ---------------- | ------ | ------ | ------------------------ | ------ | ------ | --------------------------------------------------------------------------------------------- |
| 2015             | 2021             | 2015   | 2017   | Marie-Thérèse Baranovsky |        | DVG    | Secrétaire à la mairie de Mezzavia (Ajaccio). Conseillère générale sortante (Apparentée PCF). |
| 2015             | 2021             | 2015   | 2017   | Pascal Biancamaria       |        | DVD    | Secrétaire à la mairie de Bastelicaccia Ancien élu municipal PRG                              |

Lors des élections départementales de 2015, le binôme composé de Marie-Thérèse Baranovsky et Pascal Biancamaria (DVD avec la colistière sortante de gauche) est élu au 1er tour avec 53,68 % des suffrages exprimés, devant le binôme composé de Antoinette Bartoli-Vega et Étienne Ferrandi (DVG) (33,25 %) et le binôme composé de Dominique Chiesi et Katia Sandri (FN) (13,08 %). Le taux de participation est de 63,49 % (6 306 votants sur 9 933 inscrits) contre 51,56 % au niveau départementalet 50,17 % au niveau national.

## Composition

### Composition de 1973 à 2015
Lors de sa création, le canton d'Ajaccio-V se composait de :
1. la portion de territoire de la ville d'Ajaccio comprenant les voies et quartiers ci-après : avenue Prince-Impérial du numéro 1, angle du cours J.-Nicoli au numéro 19, avenue du Maréchal-Lyautey, cours J.-Nicoli, rue Pierre-Bonardi, rue Jean-Chiappe, rue Ange-Moretti, chemin Alzo-di-Leva, cours du Maréchal-Lyautey, route d'Alata, chemin Croix-d'Alexandre, l'Olmo, le Mozzo, les Milelli, Carosaccia, Frait, Sept-Pons, les Barraques, les Padules, Finosello, les Cannes, les Haras, C. E. S. Padules, C. E. S. Finosello, avenue Prince-Impérial du numéro 21 au numéro 29, asile des Vieillards, chemin de Candia, rue François-Coti, rue Jacques-Gavini, Paul-Giacobbi, François-Pietri, avenue du Maréchal-Juin, asile des Vieillards, collège technique de garçons, résidence des Salines, boulevard du Docteur-Franchini, quai Saint-Joseph, Lazaret, Aspretto, Pietralba, Buddiccione, la Sposata, Campo Del'Oro, Timizzolo, route de Sartene, route de Bastia, Mezzavia, Baleone ;
2. les communes d'Appietto, Afa et de Bastelicaccia.

Son territoire est réduit par décret du 2 février 1982 ; il est alors composé de la portion de territoire de la ville d'Ajaccio déterminée comme suit : au Nord, par la limite avec la commune d'Alata ; à l'Ouest, par une ligne joignant les limites de la commune d'Alata au chemin de Loreto en passant au Sud des lieux-dits Les Barraques, domaine de l'Olmo, Les Milelli ; au Sud-Ouest, par une ligne passant au Nord du chemin de Loreto, par l'avenue du Maréchal-Moncey (incluse), par l'H. L. M. Saint-Jean (bâtiments K 1, K 2, M et Q inclus), par la montée Saint-Jean, le cours Napoléon (portion comprise entre la montée Saint-Jean et le cours Jean-Nicoli), par une ligne joignant l'extrémité Sud du cours Jean-Nicoli à l'extrémité Ouest du quai du Nord ; au Sud, par la mer ; à l'Est, par la rue Ange-Moretti (exclue), la rue Moro-Giafferi (exclue) ; par une ligne reliant la rue Moro-Giafferi à la limite de la commune d'Alata en passant à l'Ouest des lieux-dits Alzo di Leva, Algajola, La Sorba, jusqu'à la limite communale d'Alata.

### Composition à partir de 2015
| Nom                             | Code Insee | Intercommunalité    | Superficie (km2) | Population (dernière pop. légale)                | Densité (hab./km2) | Modifier                                    |
| ------------------------------- | ---------- | ------------------- | ---------------- | ------------------------------------------------ | ------------------ | ------------------------------------------- |
| Ajaccio (bureau centralisateur) | 2A004      | CA du Pays ajaccien | 82,03            | Fraction : 10 820 (2022) Commune : 75 343 (2022) | 918                | modifier les données · modifier les données |
| Alata                           | 2A006      | CA du Pays ajaccien | 30,37            | 3 645 (2022)                                     | 120                | modifier les données · modifier les données |
| Bastelicaccia                   | 2A032      | CC Celavu-Prunelli  | 18,21            | 4 258 (2022)                                     | 234                | modifier les données · modifier les données |
| Villanova                       | 2A351      | CA du Pays ajaccien | 11,25            | 397 (2022)                                       | 35                 | modifier les données · modifier les données |
| Canton d'Ajaccio-5              | 2A05       |                     |                  | 19 120 (2022)                                    |                    | modifier les données                        |

Le nouveau canton d'Ajaccio-5 comprend :
1. trois communes entières,
2. la partie de la commune d'Ajaccio non incluse dans les cantons d'Ajaccio-1, Ajaccio-2, Ajaccio-3 et Ajaccio-4.

## Démographie

### Démographie avant 2015
| 1975 | 1982 | 1990  | 1999  | 2006  | 2011  | 2012  |
| ---- | ---- | ----- | ----- | ----- | ----- | ----- |
| -    | -    | 9 676 | 7 989 | 8 530 | 9 390 | 9 185 |

### Démographie depuis 2015
En 2022, le canton comptait 19 120 habitants, en évolution de +20,11 % par rapport à 2016 (Corse-du-Sud : +7,61 %, France hors Mayotte : +2,11 %).
| 2013   | 2018   | 2022   |
| ------ | ------ | ------ |
| 14 940 | 16 793 | 19 120 |